# Столичный яд
«Столичный яд» (1916) — российская салонная мелодрама. Сюжет заимствован из романа С. Фонвизина «Сплетня». Премьера состоялась 17 января 1917 года. Фильм не сохранился.

## Сюжет
Либретто фильма приведено в журнале «Сине-Фоно». 

«Вера понравилась светскому волоките, князю Рамони, и чтобы добиться своей цели, вокруг Веры создают целую паутину самой наглой сплетни, и тщетно бьётся она, чтобы разорвать эту паутину ... В отчаянии едет Вера к виновнику этой сплетни… Но Рамони захотел воспользоваться её доверием и, защищаясь, она убивает его ...»
— "Сине-Фоно", 1917, №7-8, стр. 135
Перед смертью князь кричит, что Вера его любовница. Семейное счастье Веры разрушено, она считает, что муж никогда не простит её. Вера кончает жизнь самоубийством.

## В ролях
| Актёр             | Роль                                |
| ----------------- | ----------------------------------- |
| Вера Холодная     | Вера Даровская, великосветская дама |
| Витольд Полонский | Павлик, её муж                      |
| Иван Худолеев     | князь Рамони                        |
| Г. Сарматов       | Пронин                              |

## Критика
По поводу фильма критик W написал в «Театральной газете»:

«Бытовые фигуры заменены масками, реальная обстановка — фантастическими пышными павильонами. Поставлена картина эффектно. Режиссёр искуссно культивирует тот салонный, напыщенный стиль, которым прославил русский экран г. Бауэр. Этих режиссёров невольно сопоставляешь, причём первенство остаётся за г. Бауэром».
— «Театральная газета». — 1917. — № 5. — С. 16
Обозреватель «Проектора» также оценил фильм весьма сдержанно:

«…общее однообразие действия, не выходящее за пределы довольно бледных сцен ревности, примирения и т.п.».
— «Проектор». — 1917. — № 17-18. — С. 13
Более подробная рецензия Ли в «Театральной газете» появилась в октябре 1917 года. В ней отмечались как недостатки постановки картины, так и её достоинства.

Постановка картины сделана в шаблонном московском стиле. В декорациях одно стремление - показать весь свой склад мебели. Мизансценных достижений режиссёра немного: интересна разве только группа мужчин на балу, провожающих взглядом героиню. Оговариваюсь: с технической, режиссёрской стороны всё сделано бойко, непринуждённо, — но нет ничего такого, что останавливало бы внимание. Впрочем, бросается в глаза особый приём передачи, несомненно внушённый режиссурой: это когда интимное переживание, заданное надписью, не передаётся фактически актёром, а предоставляется догадкам и фантазиям зрителя. Напр., — "Вера была потрясена". Видна "Вера", которая после короткого общего жеста устремляет взгляд "крупного" лица куда-то поверх публики. Считывайте сами "потрясение" с этого неподвижного лица. И такие "мейерхольдизмы" (очевидно, это пошло с его "Дориана Грея") очень часты в "Яде" и, право, не плохи.
— «Театральная газета». — 1917. — № 42. — С. 15